# Euan Burton
Euan Burton (ur. 31 marca 1979) – brytyjski judoka. Dwukrotny olimpijczyk. Zajął siódme miejsce w Pekinie 2008 i siedemnaste w Londynie 2012. Walczył w wadze półśredniej.
Brązowy medalista mistrzostw świata w 2007 i 2010; uczestnik zawodów w 2003, 2005, 2007, 2009 i 2011. Startował w Pucharze Świata w latach 2001–2007, 2009 i 2014. Triumfator igrzysk Wspólnoty Narodów w 2014, gdzie reprezentował Szkocję. Brązowy medalista mistrzostw Europy w 2005, 2007 i 2010; piąty w 2004 roku.
Jego żona Gemma Gibbons była judoczką i olimpijką z tych samych igrzysk.

## Letnie Igrzyska Olimpijskie 2008
| Konkurencja | Eliminacje               | Eliminacje             | Eliminacje            | Repasaże             | Repasaże             | Klas. końcowa |
| Konkurencja | Przeciwnik I             | Przeciwnik II          | 1/4                   | Przeciwnik I         | Przeciwnik II        | Miejsce       |
| ----------- | ------------------------ | ---------------------- | --------------------- | -------------------- | -------------------- | ------------- |
| 81 kg       | Emmanuel Lucenti (ARG) Z | Safouane Attaf (MAR) Z | Roman Hontiuk (UKR) P | Mario Valles (COL) Z | Tiago Camilo (BRA) P | 7.            |

## Letnie Igrzyska Olimpijskie 2012
| Konkurencja | Eliminacje                     | Klas. końcowa |
| Konkurencja | Przeciwnik I                   | Miejsce       |
| ----------- | ------------------------------ | ------------- |
| 81 kg       | Antoine Valois-Fortier (CAN) P | 17.           |